# 居林苏丹巴力莎国民中学
居林苏丹巴力莎国民中学是马来西亚吉打州居林的一间国民中学，曾获马来西亚教育部颁布卓越学校的称誉。该校创立于1948年1月8日，为吉打州最早成立的学校之一。

## 名称由来
苏丹巴力莎中学的名称取自吉打州已故苏丹巴力莎，以纪念其于1952年参访该校的史迹。1953年，该校原称作“巴力莎中学”（Badlishah School），直至1959年苏丹巴力莎驾崩后故改为现名。